# پورشه-آرنا
پورشه آرنا (به انگلیسی:Porsche-Arena) یک ورزشگاه چند منظوره است که در اشتوتگارت آلمان واقع شده است. ظرفیت صندلی‌های این سالن، از ۵۱۰۰ تا ۸۰۰۰ نفر متفاوت است. این ورزشگاه در سال ۲۰۰۶ پس از ۱۴ ماه ساخت افتتاح شد. ورزشگاه پورشه آرنا میان دو ورزشگاه مرسدس-بنز آرنا و هانس مارتین اشلایر هال واقع شده است.
این مکان برای مسابقات جایزه بزرگ تنیس پورشه، که یک رویداد تور WTA است و همچنین میزبانی برخی از بازی‌ها در مسابقات قهرمانی هندبال مردان جهان در سال ۲۰۰۷ کاربرد دارد.

## نگارخانه

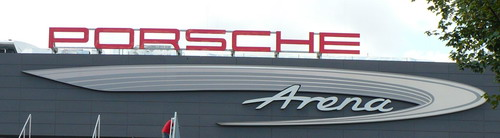
لوگو
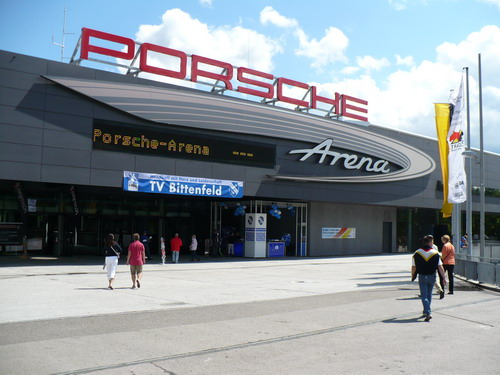
پورشه آرنا
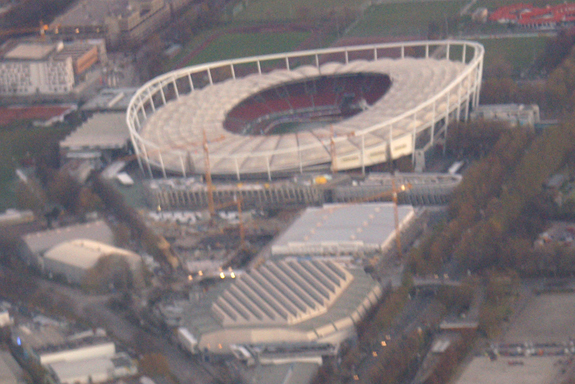
پورشه آرنا (بین مرسدس بنز آرنا و اشلایرهال )
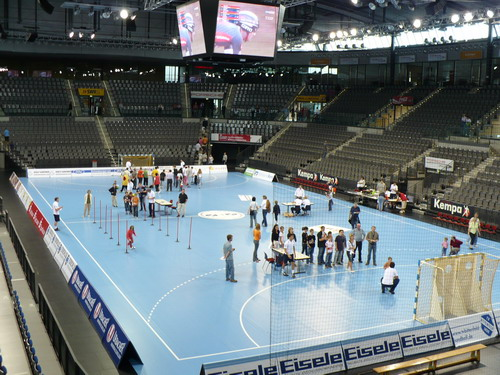
نمای داخل